# バーリン郡 (ミシガン州)
バーリン郡（英: Berrien County）は、アメリカ合衆国ミシガン州ロウアー半島の南西隅に位置する郡である。人口は15万4316人（2020年）。郡庁所在地はセントジョセフであり、同郡で人口最大の都市はナイルズである。
バーリン郡はナイルズ・ベントンハーバー都市圏に属している。

## 歴史
バーリン郡の郡名はアンドリュー・ジャクソン大統領の政権でアメリカ合衆国司法長官を務めたジョン・バーリンに因んで名付けられた。ミシガン州の郡にはジャクソン内閣の閣僚の名前を付けたものが多く、バーリン郡もその「内閣郡」の1つである。
1805年にミシガン準州が設立された後、現在のバーリン郡となった地域はウェイン郡の一部になっていた。1780年頃、ニュージャージー州からウィリアム・バーネットがこの地域に入り、セントジョセフ川河口（現在のセントジョセフ市）で交易基地を設立し、当時この地域に住んでいたインディアンやフランス系カナダ人と交易を行った。同じ頃、ジョセフ・バートランドもこの川沿いの現在はナイルズ・チャーター郡区になっている辺りに交易基地を設営した。1822年12月、インディアナから伝道師のアイザック・マッコイがその家族と18人のインディアン弟子を引き連れ、現在のナイルズ市近くセントジョセフ川沿いに入って、ポタワトミ族インディアンにキリスト教を伝導するための伝導所を開いた。マッコイはその伝導所をキャリー伝導所と名付けており、一番近い白人の開拓地からは100マイル (160 km) 離れていた。1827年、ウェイン郡の一部としてセントジョセフ郡区が組織化された。この郡区には1821年のシカゴ条約でインディアンから獲得した土地の全てが含まれていた。
バーリン郡の境界は1829年10月29日にミシガン準州議会で成立した法で定義され、それは現在と同じものだったが、当初は管理目的のためにナイルズ郡区としてカス郡に付設されていた。1831年、バーリン郡がカス郡から分離して正式な郡となった。
バーリン郡は当初バーリン、セントジョセフ、ナイルズの3郡区に分割された。バーリン郡区は現在のバーリン、オロノコ、レイクの各郡区とその北にあった2マイル (3 km) の帯状地で構成された。セントジョセフ郡区はバーリン郡区の北側全てだった。ナイルズ郡区はバーリン郡区の南側全てだった。

## 地理
バーリン郡はその南でインディアナ州に接し、西はミシガン湖になっている。北はヴァンビューレン郡と、東はカス郡に接している。
アメリカ合衆国国勢調査局に拠れば、郡域全面積は1,581.38平方マイル (4,095.8 km2)であり、このうち陸地571.00平方マイル (1,478.9 km2)、水域は1,010.39平方マイル (2,616.9 km2)で水域率は63.89%である。
セントジョセフ川が目立つ地形であり、郡の最北および最西からナイルズ市を通り、セントジョセフ市でミシガン湖に注いでいる。郡南西部はガリーン川とその支流に排水されている。北部にはポーポー湖があり、そこから流れ出るポーポー川はセントジョセフ川と合流した直後にミシガン湖に流れ込んでいる。インディアナ州州境に近い小部分はカンカキー川の小さな支流に排水しており、カンカキー川は最終的にミシシッピ川に流れ込んでいる。ミシシッピ川に排水される地域はミシガン州でも数少ないものであり、他にはアッパー半島のウィスコンシン州に近い地域がある。

### 主要高規格道路
- 州間高速道路94号線は、郡西側境界に沿いミシガン湖に近い市を通った後、内陸側に入ってセントジョセフとベントンハーバーの都市化された地域に入る。その後東に転じてカラマズー市に向かう。セントジョセフとベントンハーバーそれぞれの中心街に通じる環状産業道路がある
- 州間高速道路94号線産業道路はセントジョセフとベントンハーバーそれぞれの中心街に通じる環状路である
- 州間高速道路196号線は、ベントンハーバーの直ぐ東で94号線から分岐し北のホランドに向かい、その後は東のグランドラピッズ市に進む
- アメリカ国道12号線は、郡南部を東西に横切る道路であり、ナイルズの南から、スリーオークスとニューバッファロー、ミシアナを通り、その後はインディアナ州ミシガンシティに出て行く
- アメリカ国道31号線は、インディアナ州サウスベンド都市圏とを繋ぐ道路である。セントジョセフバレー・パークウェイとしてナイルズ市に近い南東部から郡内に入り、北と西に向かう。2003年8月に新しい区間が完成し、北のバーリンスプリングスからベントンハーバーの東、ネイピア・アベニューを繋いでいる。ネイピア・アベニューを西に州間高速道路94号線に向かい、州間高速道路196号線と共に分岐する。北のネイピア・アベニューから州間高速道路94号線および同産業道路との交差点を完全な四つ葉クローバー型のインターチェンジで交差させる計画がある。バーリンスプリングスからセントジョセフまでの区間は州道139号線になった。
- ミシガン州道51号線は、州境が南端となり、インディアナ州道933号線の延長となっている。ナイルズを通って北に進み、その後北東に転じて郡域を出ていき、ダワジャックに向かう
- ミシガン州道60号線は、ナイルズからジャクソンに向かい、州間高速道路94号線に接続する
- ミシガン州道60号線産業道路は、ナイルズ市に入る産業道路である
- ミシガン州道62号線は州道140号線との交差点が西端であり、短区間を東に向かい、郡域を出てダワジャックに向かう
- ミシガン州道63号線は、スコットデールにある州道139号線（旧国道31号線）との交差点が南端である。北西のセントジョセフ市中心街を抜け、ミシガン湖岸にそって北東に進み、郡境の南で国道31号線および州間高速道路196号線と出会う所が北端である
- ミシガン州道139号線は、バーリンスプリングス近くの国道31号線との交差点が南端である。北西に進んでスコットデールで州道63号線と接続し、そこから北に向かってセントジョセフとベントンハーバーの東を通り、州間高速道路94号線産業道路との交差点が北端である
- ミシガン州道140号線は、ナイルズが南端であり、郡東部を北に向かい、郡域を出た後はサウスヘイブンに向かう
- ミシガン州道239号線は僅か1.1マイル (1.8 km) の長さであり、ニューバッファロー近くの州間高速道路94号第1出口と、インディアナ州ラポートの北、州道39号線を繋いでいる
- 郡道2号線は郡内で唯一表示のある郡道である。州道63号線と州間高速道路196号線のあるヘイガーショアーズが南端である。ミシガン湖岸に沿って北上し、サウスヘイブンに向かう

### 隣接する郡
- ヴァンビューレン郡 - 北
- ヴァンビューレン郡 - 北東
- カス郡 - 東
- セントジョセフ郡 (インディアナ州) - 南東
- ラポート郡 (インディアナ州) - 南
- ポーター郡 (インディアナ州) - 南西
- クック郡 (イリノイ州) - 西
- レイク郡 (イリノイ州) - 北西

## 人口動態
以下は2010年の国勢調査による人口統計データである。
| 基礎データ - 人口: 156,813人 - 世帯数: 63,054 世帯 - 家族数: 41,585 家族 - 人口密度: 107人/km2（276人/mi2） - 住居数: 76,922軒 - 住居密度: 52軒/km2（136軒/mi2） 人種別人口構成 - 白人: 76.1% - アフリカン・アメリカン: 15.2% - ネイティブ・アメリカン: 0.5% - アジア人: 1.5% - その他の人種: 0.2% - 混血: 2.0% - ヒスパニック・ラテン系: 4.5% 年齢別人口構成 - 18歳未満: 23.4% - 18-24歳: 8.5% - 25-44歳: 23.2% - 45-64歳: 28.6% - 65歳以上: 16.3% - 年齢の中央値: 41歳 - 性比（女性100人あたり男性の人口） - 総人口: 94.9 - 18歳以上: 91.6 | 世帯と家族（対世帯数） - 18歳未満の子供がいる: 29.6% - 結婚・同居している夫婦: 47.8% - 未婚・離婚・死別女性が世帯主: 13.6% - 非家族世帯: 34.0% - 単身世帯: 28.7% - 平均構成人数 - 世帯: 2.43人 - 家族: 2.98人 収入と家計 - 収入の中央値 - 世帯: 40,329米ドル - 家族: 51,305米ドル - 性別 - 男性: 26,745米ドル - 女性: 16,289米ドル - 人口1人あたり収入: 22,337米ドル - 貧困線以下 - 対人口: 16.8% - 対家族数: 12.1% - 18歳未満: 28.5% - 65歳以上: 8.3% |

## 郡政府
郡政府は郡監獄の運営、地方道の維持、地方裁判所の運営、権利譲渡と抵当権設定記録など重要記録の維持、公衆衛生規制の管理、福祉など社会サービスの項目で州の施策への参加を行う。郡政委員会は予算を管理するが、法や条例を作るのは限定付き権限である。ミシガン州では、警察と消防、建設と区画割、税評価、街路維持など地方政府の大半機能は個々の都市と郡区の責任である。

## 郡区
バーリン郡は下記22の郡区に分割されている。

| - ベインブリッジ - バローダ - ベントン・チャーター - バーリン - バートランド | - ブキャナン - チカミング - コロマ・チャーター - ガリーン - ヘイガー | - レイク・チャーター - リンカーン・チャーター - ニューバッファロー - ナイルズ・チャーター | - オロノコ・チャーター - パイプストーン - ロイヤルトン - ソーダス | - セントジョセフ・チャーター - スリーオークス - ウォーターブリート・チャーター - ウィーソー |

## 都市と町
| 都市 - ベントンハーバー - ブリッジマン - ブキャナン - コロマ - ニューバッファロー - ナイルズ - セントジョセフ - 郡庁所在地 - ウォーターブリート | 村 - バローダ - バーリンスプリングス - オークレア - ガリーン - グランドビーチ - ミシアナ - ショアハム - スティーブンズビル - スリーオークス | 未編入の町 - ベントンハイツ - バーリンセンター - ベサニービーチ - バーチウッド - デイトン - フェアプレーン - グレンドラ | - ハーバート - ヘイゼルハースト - ヒンチマン - レイクミシガンビーチ - レイクサイド - ミルバーグ - ニュートロイ - ポーポーレイク | - リバーサイド - ソーヤー - スコットデール - ショアウッドヒルズ - ショアウッド・タワーヒルズ・ハーバート - タワーヒルショアランズ - ユニオンピア |

## 州立公園
- グランドミア州立公園
- ウォーレン砂丘州立公園
- ウォーレンウッズ州立公園

## その他の公園、保護地域
- ガリーン川郡立公園保護地
- キワニス公園 – セントジョセフ市
- ラブクリーク郡立公園
- メイドラインバートランド郡立公園
- リバービュー公園 – セントジョセフ市
- ロッキーギャップ郡立公園
- シルバービーチ郡立公園

## リゾートと湖浜
- ヘイガー公園 – ヘイガー郡区
- ジーン・クロック公園 - ベントンハーバー市
- ライオンズパークビーチ – セントジョセフ市
- ニューバッファロー湖浜公園 – ニューバッファロー市
- ポーポー湖
- ロッキーギャップ湖浜公園 - ベントンハーバー市
- シルバービーチ - セントジョセフ市
- テイスコーニア公園
- ウィーコ湖浜 - ブリッジマン市

## ゴルフコース
ベントンハーバーのザ・ゴルフクラブ・アット・ハーバーショアーズなど、ゴルフコースが11か所にある。

## ワイン醸造所
バローダ村のリーモンクリーク・ワイナイリー・アンド・フルートファームなど、郡内にワイン醸造所は9か所ある。バローダ地域では新たに3か所の新設が計画されている。

## 年間行事
- アンティークス・オン・ザ・ブラフ、5月から10月までの毎月第1日曜日、セントジョセフ市
- バーリン郡青年祭、8月下旬、バーリンスプリングス村
- ブロッサムタイム・フェスティバル、5月下旬、多くの町で開催
- サクラ祭、7月4日、オークレア村
- コロマ・グラッド・ピーチ・フェスティバル、8月第1種週末、コロマ市
- フォーフラッグス地域リンゴ祭、10月ナイルズ市
- ハンター・アイス・フェスティバル、1月、ナイルズ市
- 独立記念日祝祭、7月初旬、ウォーターブリート市
- クラスル芸術祭オン・ザ・ブラフ、7月第2週週末、セントジョセフ市
- ベネチア祭、7月中旬
- ウォーターブリート・アイス・フェスティバル、2月最終週、ウォーターブリート市